# Piel de piel
Piel de Piel es una álbum recopilatorio de Luis Alberto Spinetta lanzado en 1990 por el sello "Del Cielito Records", la placa recopila los mejores temas de "Téster de violencia" y "Don Lucero", incluye un tema inédito: "Parlante" que había quedado excluido de la edición original de "Téster de violencia" en vinilo. También se trata del primer disco de Spinetta editado en CD. El lanzamiento de "Piel de Piel" casi coincidiendo con la fecha en que se publicó el álbum en directo Exactas, el cual fue registrado en la Facultad de Ciencias Exactas y Naturales.

## Arte
El arte de portada corrió por parte del artista Mario Franco quién dijo:

"Esta foto tiene una historia increíble, se me ocurrió a mí una noche, hice el montaje de la piel de Luis sobre la piel de él mismo (ampliada) y se la mandé por un músico amigo. Esa misma noche, recibí un llamado del mismo Luis diciéndome, sino me molestaba que la usara para su primer placa en formato CD. No caía, esa noche casi no dormí...".
Mario Franco.

## Lista de canciones
1. «Lejísimo» (de Téster de violencia)
2. «La luz de la manzana» (de Téster de violencia)
3. «Al ver verás» (de Téster de violencia)
4. «Organismo en el aire» (de Téster de violencia)
5. «La bengala perdida» (de Téster de violencia)
6. «Parlante» (Inédito)
7. «Oboi» (de Don Lucero)
8. «Fina ropa blanca» (de Don Lucero)
9. «Divino presagio» (de Don Lucero)
10. «Es la media noche» (de Don Lucero)
11. «Un gran doblez» (de Don Lucero)
12. «Cielo invertido» (de Don Lucero)